# Dult

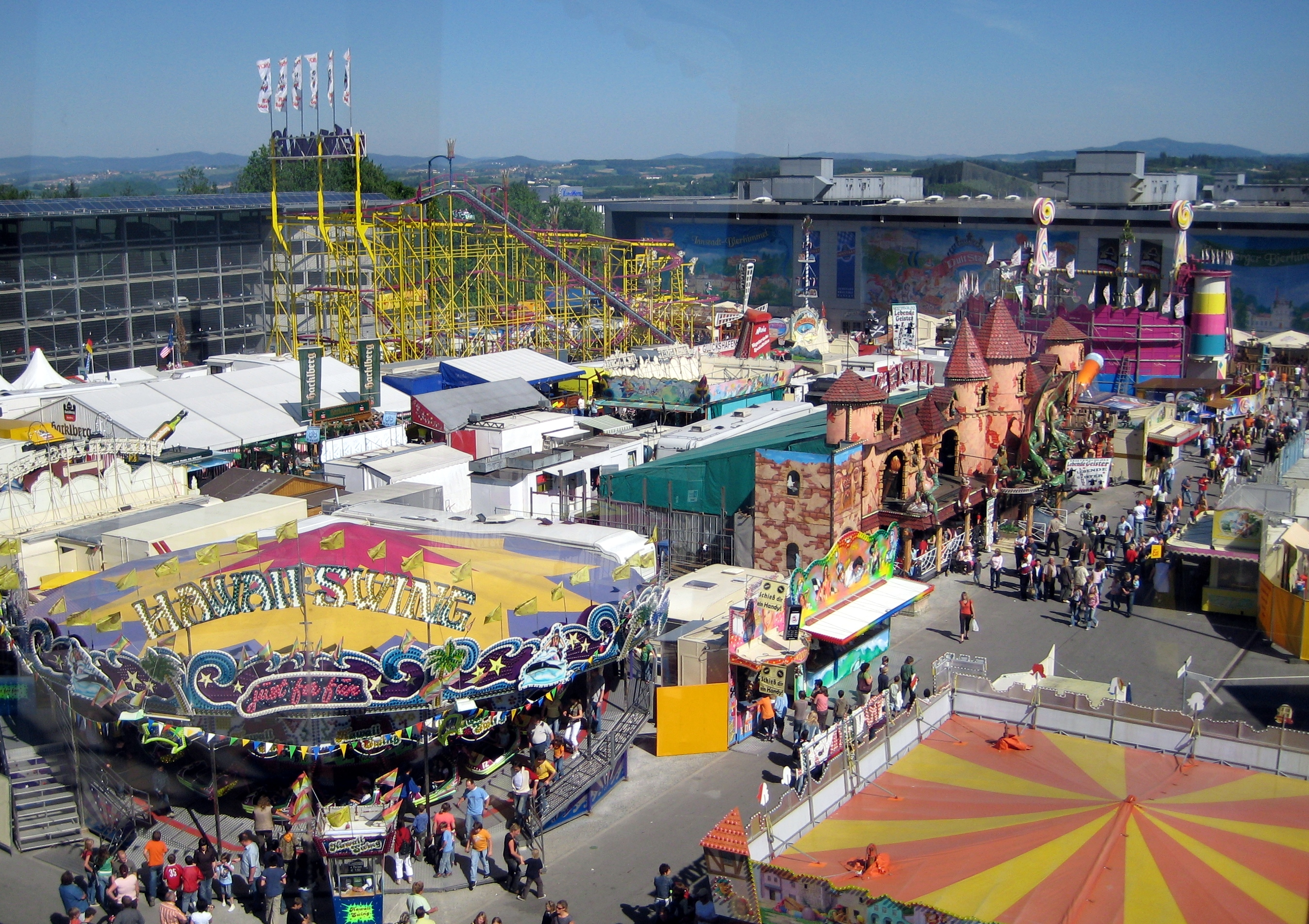
Maidult in Passau

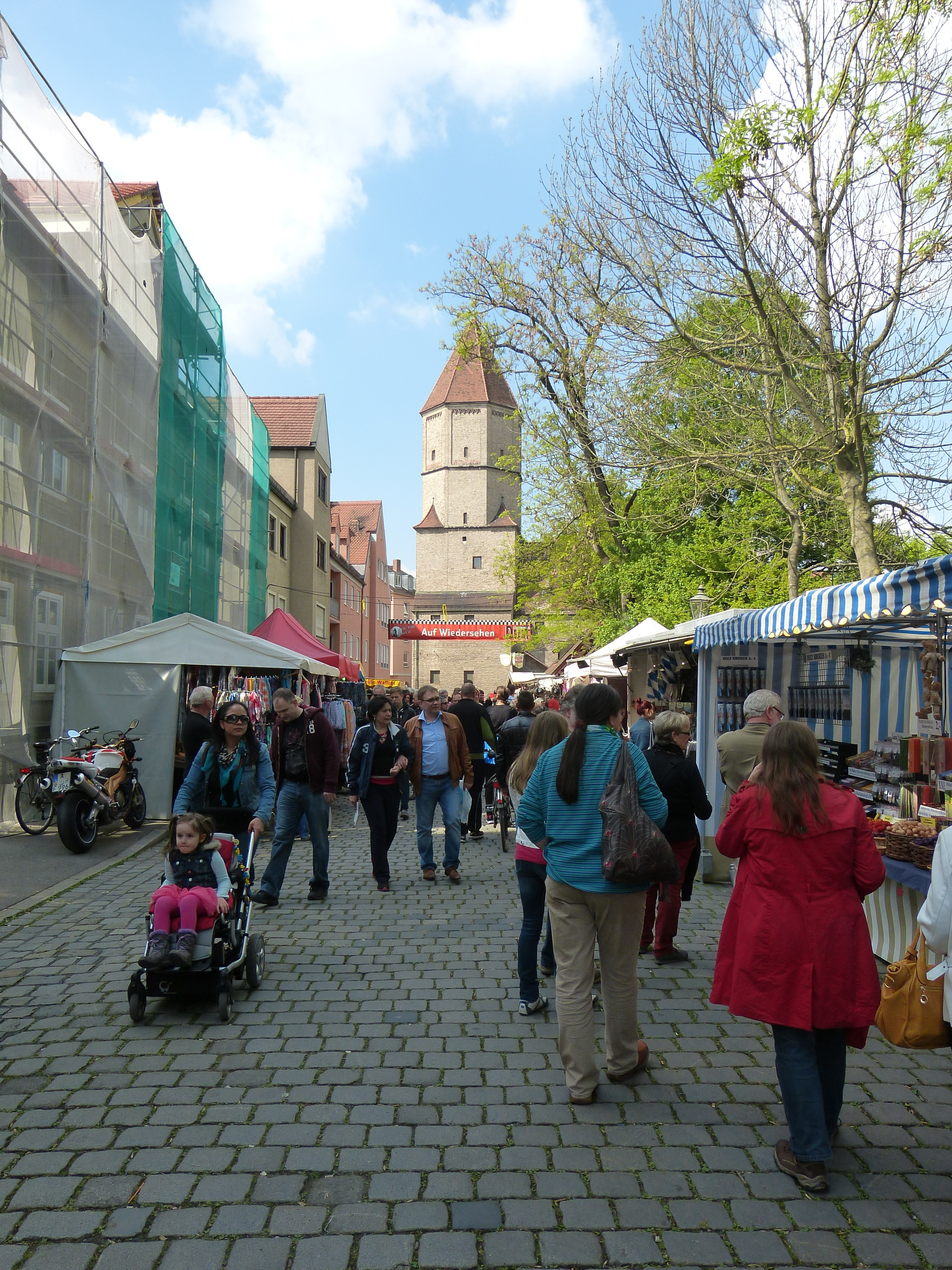
Augsburger Frühjahrsdult 2014

Als Dult bezeichnet man im südostdeutschen Sprachraum häufig einen Jahrmarkt mit Volksfestcharakter. Eine Dult kann anlässlich des Namenstages eines Heiligen oder an einem allgemeinen kirchlichen Feiertag stattfinden, wird aber weniger als ein Kirchweihfest mit dem religiösen Hintergrund in Zusammenhang gebracht.

## Wortherkunft
Das Wort Dult gehört zum Wortschatz der bairischen Dialektgruppe und ist bereits im 8. Jahrhundert belegt, war aber im Mittelalter auch im Alemannischen bekannt. Ein verwandtes Wort dulþs gibt es im Gotischen, wo es so viel wie „ausgelassenes Fest“ bedeutet. Dieser Ausdruck geht möglicherweise auf ein urgermanisches Wort mit der Bedeutung ‚verharren‘ im Sinne von „ruhen, Feiertag haben“ zurück und kann so mit kirchlichen Feiertagen in Zusammenhang gebracht werden. Das Wort ist vermutlich im Zuge von Missionsbestrebungen in den süddeutschen Raum gelangt, in dessen östlicher Hälfte es bis heute überlebt hat (siehe auch Bairische Kennwörter).
Das Wort Dult bezieht sich von jeher auf ein jährlich stattfindendes Fest mit kirchlichem Anlass (althochdeutsch tuld „Fest(tag), Feier“, mittelhochdeutsch tult, dult „kirchliches Fest, Jahrmarkt“). Während eines Festes zu Ehren eines Heiligen wurden in der Regel um die ihm geweihte Kirche Stände aufgebaut, um Waren anzubieten. Infolge dieser Tradition entstand das Kirchweihfest an Namenstagen von Heiligen, und die Bedeutung von Dult verlagerte sich zunehmend auf ‚Jahrmarkt‘ mit Betonung des volksfesthaften Charakters.

## Bekannte Dulten

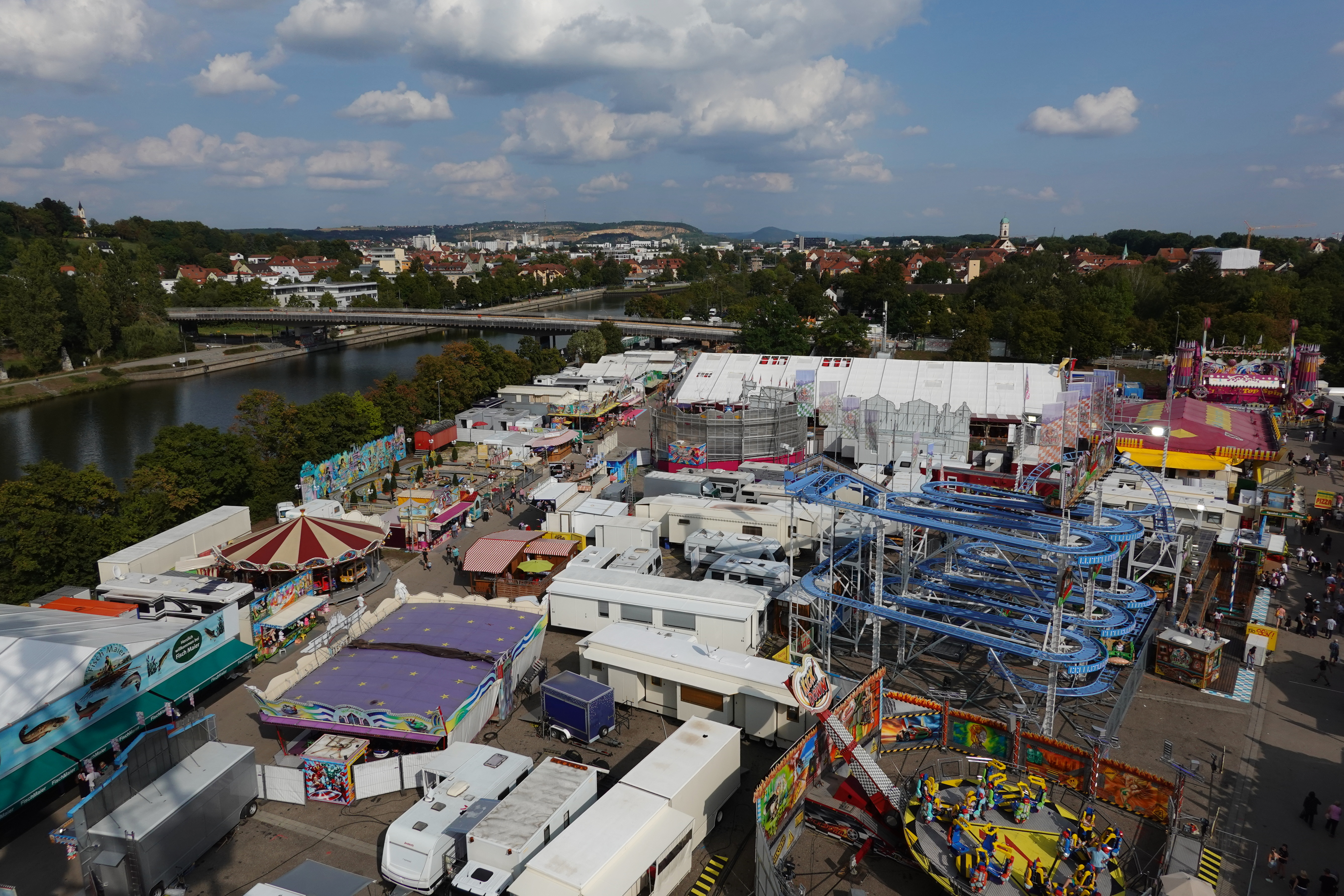
Regensburger Herbstdult 2022

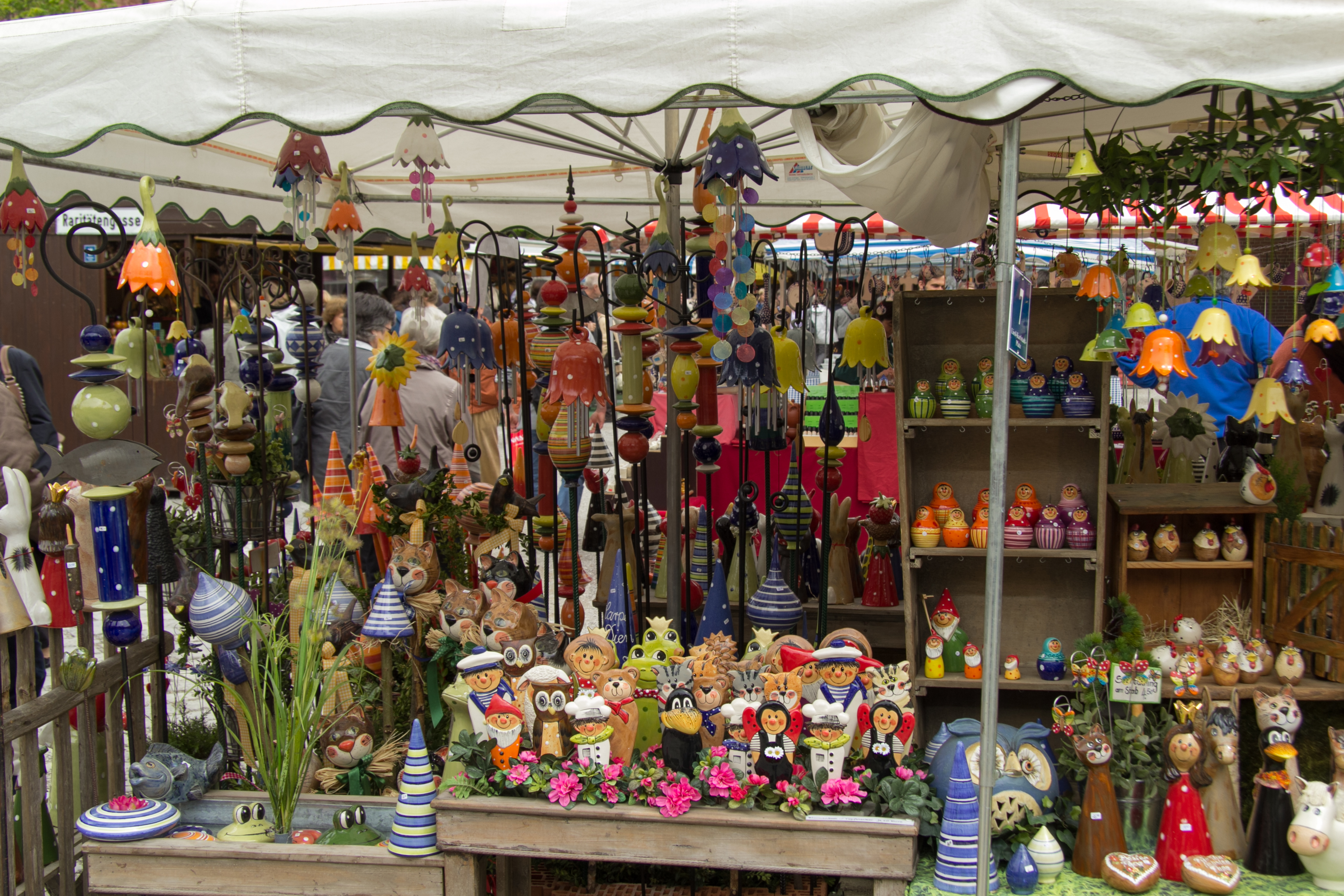
Verkaufsstand auf der Auer Dult 2013

Als bekannteste Dult gilt heute die Auer Dult, die dreimal jährlich jeweils für neun Tage auf dem Mariahilfplatz im Münchner Stadtviertel Au stattfindet.
Die erste Dult, die sogenannte Maidult, beginnt am Samstag vor dem 1. Mai, die zweite, die Jakobidult, im Juli und die dritte Dult am Wochenende vor Kirchweih.
Daneben gibt es große, als Dult bezeichnete Jahrmärkte auch in Augsburg (1 km lang), Gern (Eggenfelden), Landshut (Bartlmädult und Frühjahrsdult), Passau, Altötting, Regensburg und Forsthart. 
Zu den Pfingsttagen finden sogenannte Pfingstdulten statt, etwa in Simbach am Inn, Amberg und in der Stadt Salzburg, wo die erste Dult aus dem Jahr 1331 belegt ist. Zusätzlich bezeichnete dort der Name Dult früher auch den heute alljährlich im September stattfindenden Rupertikirtag.
Die Passauer Dult, welche heute als zweimal im Jahr stattfindendes, in der Regel zehntägiges Volksfest abgehalten wird, führt dabei zwei Traditionen fort. Die im April/Mai stattfindende, heute größere Maidult steht in der Tradition des erstmals 1666 urkundlich erwähnten »Krügerlmarkt zu St. Nikola«. Die heute im September stattfindende Herbstdult steht in der Tradition der 1164 durch Konrad I.  gestatteten vierzehntägigen Jakobidult (zwischen Jakobi und dem Fest der Auffindung der Gebeine des Hl. Stephanus), welche auch als das Kirchweihfest des Doms zu verstehen war.
Eine der ältesten bayerischen Dulten ist die Förnbacher Fraudult an Mariä Himmelfahrt, die 1402 erstmals erwähnt wurde. Die vorerst letzte Dult in Förnbach fand am 21. August 2011 statt.
Eine noch ältere Dult ist die Altöttinger Hofdult, für die das Marktrecht laut einer auf das Jahr 1383 datierten Urkunde im Neuöttinger Stadtmuseum auf acht Tage erweitert wurde. Ihren Ursprung hat die Feierlichkeit zwar in der Weihe des Hochaltars der Altöttinger Stiftskirche, welche zwei Wochen nach Pfingsten des Jahres 1245 stattfand. Das Fest anlässlich der Weihe wurde in der Anfangszeit nicht jährlich wiederholt, doch die Urkunde aus dem Jahr 1383 belegt immerhin eine gewisse bereits bestehende Tradition. Bis heute findet das Fest im gleichen Zeitraum statt: die acht Tage um das vierzehn Tage nach Pfingsten gelegene Wochenende.